# سين 7
سين 7 (بالإنجليزية: Scene7)‏ هي شركة أمريكية، لصناعة البرمجيات وتقديم لوسائط تفاعلية حسب الطلب. تأسست في 1990. يقع مقرها في كاليفورنيا. هي تابعة لأدوبي سيستمز.

## نبذة
سين 7 هي شركة أمريكية لصناعة برمجيات (السوفت وير) علي حسب الطلب و غنية بالوسائط، وهي توفر خدمات استضافة الوثائق والنشر التفاعلي مثل الكتالوجات عبر الإنترنت، وإدارة البريد الإلكتروني والفيديو والصور المستهدفين. حيث تستخدم العديد من الشركات -و غالباً شركات البيع القطاعي- خدمات الشركة لعرض منتجاتهم علي مواقعهم مما يسمح للزبائن أن يتفاعلوا مع المنتجات. وتسمح التكنولوجيا الخاصة بسين 7 للمستخدمين أن يتلاعبوا بصور المنتجات من خلال تكبيرها وتدويرها، مما يحاكي عملية فحص البضاعة في محلات التجزئة.
تأسست الشركة كقسم من شركة أوتوديسك، وأنشأت برنامج خاص بتصميم ديكور الغرف ويسمي «تصور هذا المنزل» وبالإنجليزية «بيكشر زيس هوم» في نصف التسعينيات. ثم اشترت شركة برودر باند _وهي شركة خاصة بألعاب الفيديو_ هذا القسم في 1998، ثم انفصل هذا القسم وأصبح شركة تدعي «جودهوم.كوم» في يونيو 1999 وبدأت برأس مال 30 مليون $ من رأس المال المغامر وبالإنجليزية «رأس مال استثماري». وبعد فشل شركة جودهوم.كوم في إدرار أرباح، تم إعادة هيكلة الشركة وتغيير اسمها إلي سين 7. وانطلقت الشركة رسمياً في 23 يناير 2001، وركزت الشركة علي مساعدة الشركات في إعداد إعلانات تفاعلية مع المستهلكين. وأخيراً حصلت شركة أدوب سيستمز علي شركة سين 7 في 31 مايو 2007 بمبلغ لم يتم الكشف عنه.

## الشركة
تتبع شركة سين 7 شركة أدوبي سيستمز، وهي توفر خدمات استضافة الوثائق والنشر التفاعلي، وعادة ما تطلب من عملائها من $30000 إلي $50000 سنوياً لتحول ملفات الطباعة الخاصة بكتالوج إلي صفحات ويب تفاعلية. وتقوم الشركة بمعظم وظائفها من أمريكا الشمالية. يعد كلا من شركة ريتش إف إكس وشركة ليكود بيكسلس المنافستين الأساستين لسين 7 في مجال خدمات التصوير الديناميكي وتكنولوجيتها. تعتمد منتجات سين 7 علي العديد من منتجات أدوبي ومنها أدوبي فوتوشوب وأدوبي إنديزاين وأدوبي فلاش وأدوبي إليستريتور وأدوبي فليكس مع العلم بأن هذة العلاقة نشأت حتي من قبل شراء شركة أدوبي لشركة سين 7. إن سين 7 لا تدير أي خوادم لإستضافة خدماتها بل تستخدم برنامج (إدفع كلما كبرت) وبالإنجليزية (pay as you grow) الذي يتطلب منها أن تدفع للموارد التي تستخدمها فقط.

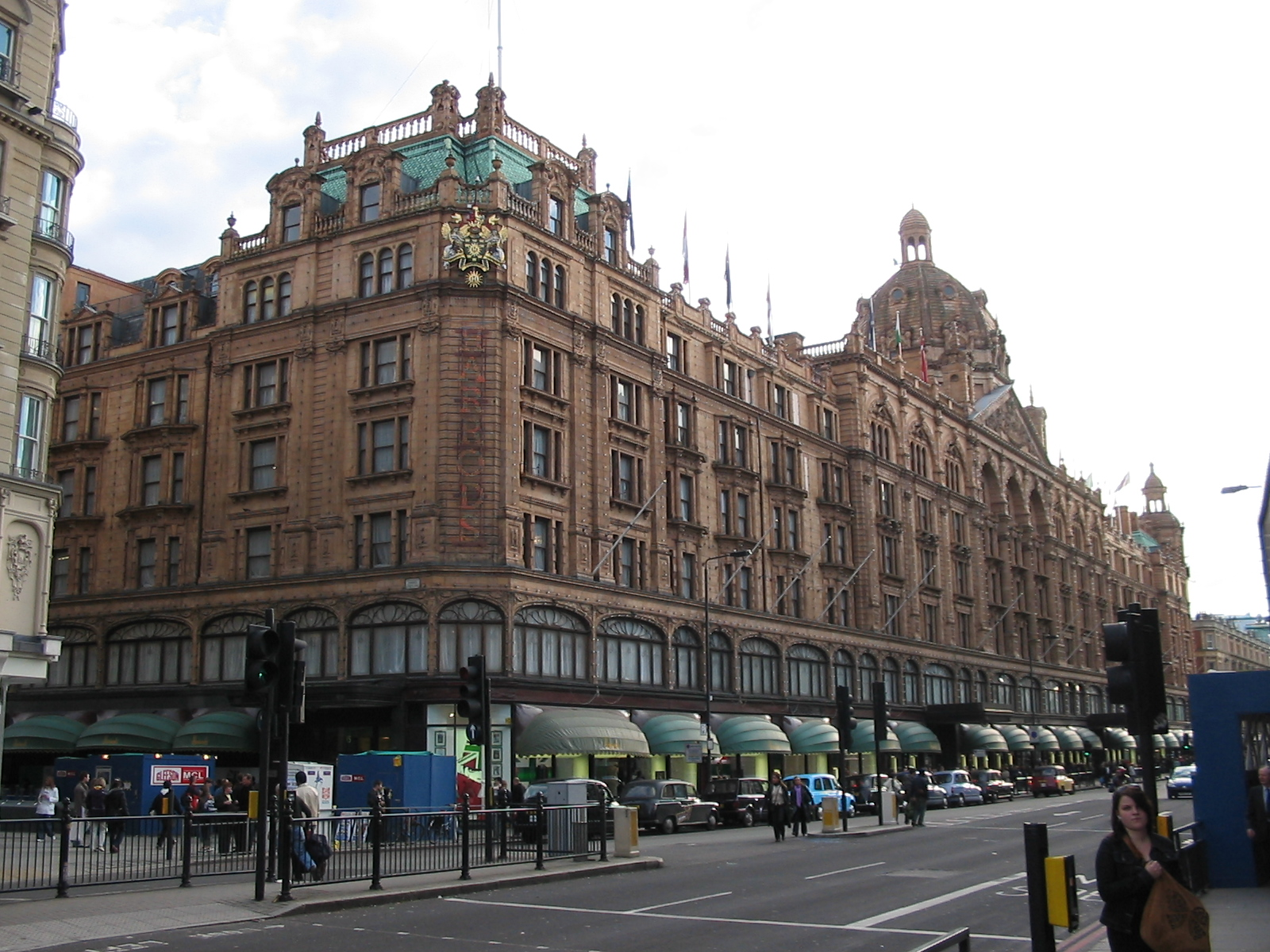
متجر هارودز الرئيسي بلندن في إنجلترا. تسمح سين 7 لزائري موقع هارودز بالتفاعل مع صور المنتجات.

لدي شركة سين 7 الكثير من العملاء ومن ضمنهم سيرز ولاندز إيند وهارودز و مايسيز و أوفيس ديبو ولي فايس و ال إيه زيد بوي و كيو في سي. وقد وافقت شركة سين 7 في 2001 علي تطوير التصميم وتحسين المظهر الرئيسين لأي سوفتوير مقابل 50 مليون دولار للسوفتوير الواحد. ولقد استخدمت محلات التجزئة أنثروبولوجي لبيع الملابس الكاجوال الراقية خدمات سين 7 لإنشاء ونشر الكتالوجات عبر الإنترنت لموقعها التجاري الإلكتروني منذ 9 نوفمبر 2004. ونفذ محل التجزئة خدمة سين 7 للتصوير الديناميكي الذي يسمح للزبائن بتكبير صور المنتجات مما يحاكي عملية فحص البضائع في محل التجزئة. وبعدها في 24 يونيو 2005 وقع متجر هارودز اتفاقية مع سين 7 لاستخدام نظام التصوير والكتالوج الخاصين بسين 7 علي موقع المتجر. وهذا تطلب من هارودز أن تحول كل موادها المطبوعة إلي تنسيق رقمي ليناسب استخدام الإنترنت.
وأعلنت وكالة لوجان تود أنها أقامت شراكة مع سين 7 لإضافة ميزات جديدة علي مواقعها التجارية الالكترونية. وتتضمن تلك الميزات خدمة التصوير الديناميكي التي تسمح للزائرين بتكبير صور المنتجات لرؤية التفاصيل، وادعت لوجان تود أن هذة الميزة تساعد علي دفع الزائرين لاتخاذ قرارات بالشراء. وتستخدم شركة فاتهيد_ التي تبني وتبيع رسومات الحائط_ خدمات سين 7 في موقعها لتولد صور، وتسمح للزائرين بوضع الصور فوق بعضها البعض بشكل ديناميكي. ونفذ ناشيونال بيزنس فيرنتيشر محل التجزئة لبيع الأثاث ومقره في ميلواكي في ويسكونسن التكنولوجيا الخاصة بسين 7 في 3 نوفمبر 2008 متيحة للزائرين إمكانية تغيير ألوان صور المنتجات علي موقع الشركة.

## التاريخ
جودهوم.كوم

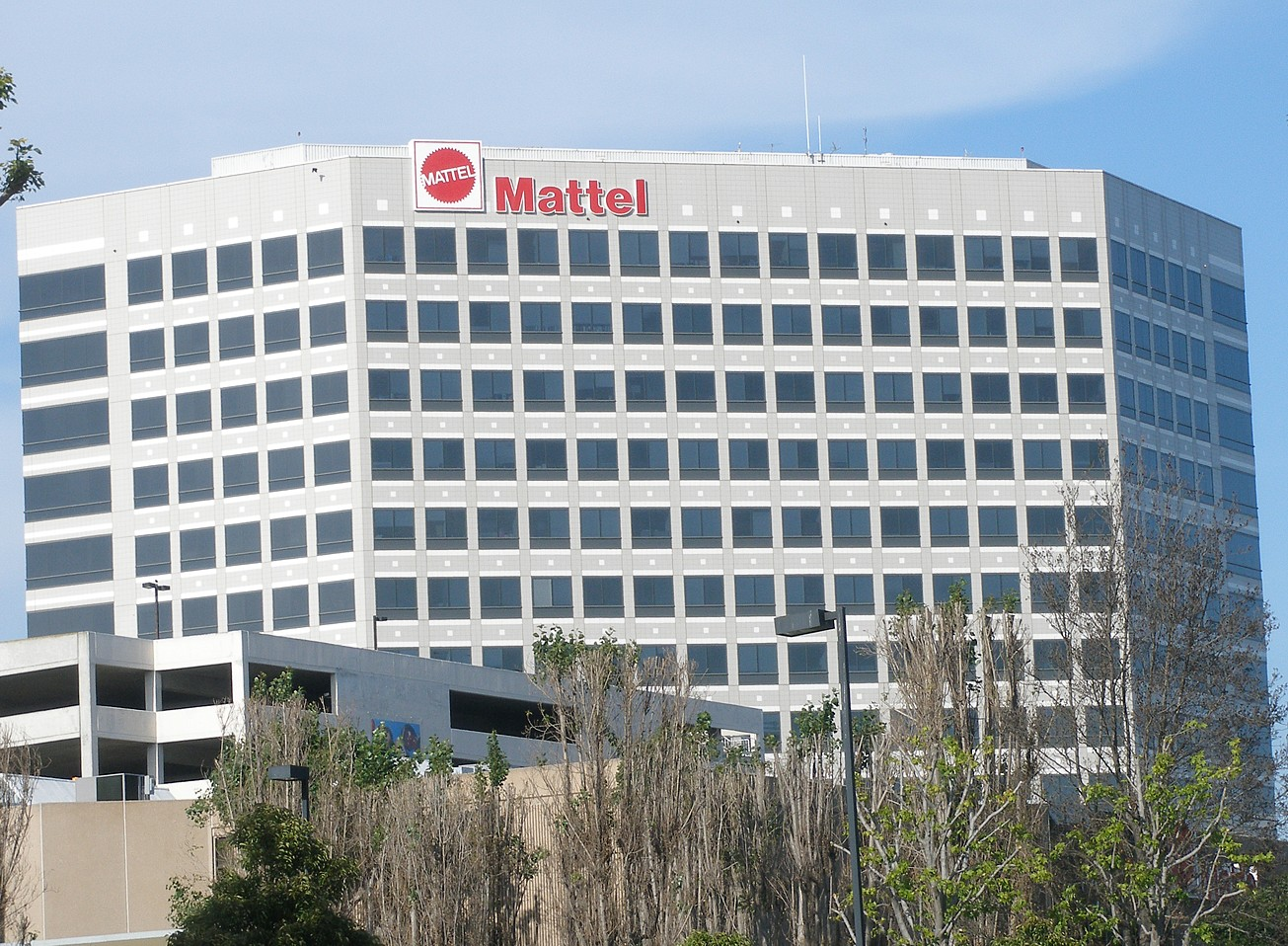
المقر الرئيسي لشركة ماتيل بسغوندو في كاليفورنيا. ملكت الشركة سين 7 لمدة عام وذلك قبل إنفصالها كشركة جودهوم.كوم.

بدأت الشركة كفريق تطوير أنشأ برنامج يسمي «بيكشر زيس هوم» في نصف التسعينيات لأوتودسك بسان رافاييل في كاليفورنيا. سمح البرنامج للأشخاص بأن يلقوا نظرة افتراضية علي مشاريع تزيين الغرف قبل البدء في العمل. يستطيع مستخدموها إنشاء غرف افتراضية وتغيير الحوائط وترتيب الأثاث وإنشاء رسم تمثيلي واقعي لتصميمات كاملة لغرف. «بيكشر زيس هوم» حصل علي ختم الموافقة من مجلة جودهاوس كيبينج. ثم بيع البرنامج وفريقه المتكون من 40 مطور في 1998 إلي شركة برودرباند، التي تملكها شركة ليرنينج التابعة لشركة ماتيل. وأخيراً فصلت برودرباند «بيكشر زيس هوم» كشركة تسمي جودهوم.كوم في يونيو 1999 مع دوغ ماك كمدير تنفيذي لها. حصلت الشركة علي 30 مليون دولار كرأس مال استثماري من شركة هيرست التفاعلية للاعلام.
وقد لاحظ ماك _أنه قبل ان تجعل برودرباند جودهوم.كوم شركة منفصلة عنها_ وجود «صراع ثقافي كبير» بين قسمي الشركة القديم والإعلام الجديد. وقال ان شركات مثل برودرباند تهتم بالأعمال الراسخة القديمة مما يصعب الأمر علي الأقسام الأجدد والأصغر بأن تحظي بالاهتمام والحجم الكافيين. وكذلك مدح قرار برودرباند بجعل شركة سين 7 كيان مستقل بذاته: «لم نكن لنصبح قادرين علي بناء عملنا عبر شبكة الإنترنت لولا وجودنا في مبني منفصل وبتمويل منفصل.». وانتبه ماك إلي أن الشركات الجديدة كشركة جودهوم.كوم نادراً ما تواجه مشكلة في تعيين موظفين جدد؛ وذلك بسبب فرص النمو السريع المتاحة لشركات الإنترنت لتصبح «أمازون.كوم» القادمة.
اتحدت شركة جودهوم.كوم في سبتمبر 1999 مع الشركة المنافسة لها هابت.كوم "Habit.com" ومقرها في الإسكندرية (فرجينيا) مقابل مبلغ لم يتم الكشف عنه. وأيقنت جودهوم.كوم نموها السريع بعد هذا الاندماج، وأضاف هذا الاندماج مزود خدمة الإنترنت أمريكا أونلاين (إيه أو إل) إلي ملف جودهوم.كوم الشخصي بصفتها عميلة. اتحدت شركة جودهوم.كوم في سبتمبر 1999 مع الشركة المنافسة لها هابت.كوم "Habit.com" ومقرها في الإسكندرية (فرجينيا) مقابل مبلغ لم يتم الكشف عنه. وأيقنت جودهوم.كوم نموها السريع بعد هذا الاندماج، وأضاف هذا الاندماج مزود خدمة الإنترنت (أمريكا أونلاين) (إيه أو إل) إلي ملف جودهوم.كوم الشخصي بصفتها عميلة جديدة. وبعد عشرة أسابيع من إنشاء جودهوم.كوم لخطة عمل، أطلقت عملها بشكل رسمي قي 29 سبتمبر 1999 بمكاتب تقع في سان رافاييل ونيويورك وتم تعيين روجر هورشاو كرئيسا لها. واستخدمت الشركة شعار «ليس من السهل الحصول علي منزل جميل»، وركزت الشركة علي بيع الأثاث والأدوات المنزلية، منفقة 20 مليون دولار علي إعلاناتها في السنة الأولي. قد قرر ماك أن علي الشركة استهداف النساء، وذلك لأن «النساء تتخذ 80٪ من قرارات تزيين المنزل.» وأنشأت الشركة بوابة خاصة بفرش المنازل لتنافس موقعي ليفينج.كوم "Living.com" وفيرنتيشر.كوم "Furniture.com"، حيث أفلس كلاً منهما في عام 2000. وفاقت المبيعات الشهرية لجودهوم.كوم مليون دولار في إبريل 2000، مع العلم أن هدف الشركة كان إدرار أرباح في خلال سنتين أو ثلاث سنوات.
تعد خدمة التزيين الافتراضية أحد أكبر عوامل الجذب لموقع الشركة، حيث سمح الموقع للزبائن برؤية بعض ملامح المنتجات مثل الدهان وقماش التنجيد والسجاد والوسائد قبل الشراء. وعند البحث لماذا كانت هذة الخدمة محبوبة؟ لاحظ ماك أنه غالبا ما يشعر المستهلكون بمزيد من التقة للشراء عندما يكون هناك أشياء قليلة مجهولة. في ذلك الوقت كان مفهوم الشراء عبر الإنترنت غير منتشر خارج الولايات المتحدة، ولكن ماك كان واثقاً في توسع ملف جودهوم.كوم ليشمل الدول الأجنبية: "إننا بالفعل نحصل علي العديد من الطلبات من الشركات ليصل موقعنا إلي الخارج... أنا أري هذا يحدث بسرعة في خلال السنوات القليلة القادمة.
واجهت جودهوم.كوم صعوبات في الاستمرار في عملها في عام 2000، وهذا عند ظهور عدة شركات تقدم خدمات مشابهة لما تقدمه. اُعتبر الطلب المتزايد علي خدمات الكتالوج عبر الإنترنت ظاهرة قال عنها محلل من شركة الأبحاث التكنولوجية فوريستر ريسيرش «أهم شئ منذ شرائح الخبز». كما قدر أنه تقريباً تم استثمار 500 مليون دولار في مواقع فرش المنازل منذ عام 1999 حتي عام 2000. لذا أصبح الأمر صعباً علي المستهلكين ليقرروا أي خدمة تقدم جودة أفضل عن الأخري؛ وعلق صاحب عمل علي هذا «لا يمكنك أن تعرف الفرق في الجودة بين شئ ب3000 دولاراً و10000 دولاراً.» وتخلصت جودهوم.كوم من هذة المشكلة تدريجياً في 15 يوليو 2000 من خلال تقديم شحن مجاني للبضائع لأجل «دعم الأسعار بشكل كبير.» وكذلك قامت جودهوم بإضافة ميزات جديدة للتنافس مع الشركات الأخري، ومن هذة الميزات «تخطيط الأرضية» "Floor Planning" التي تمكن لزائري الموقع من بناء نسخة إليكترونية من غرفهم، ثم يقومون بسحب المفروشات ليروا كم هي ملائمة لغرفهم.

## إعادة هيكلة الشركة

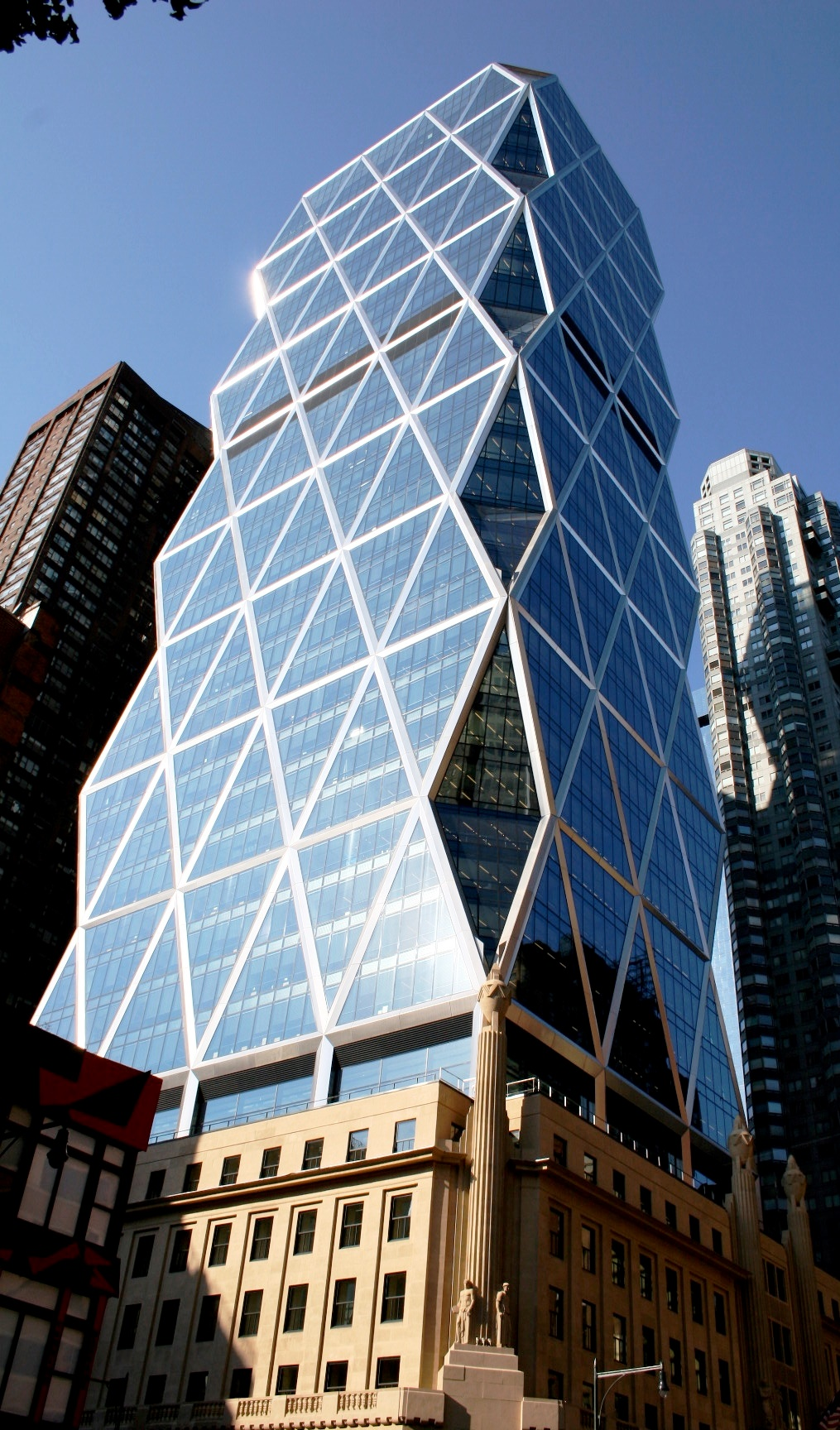
مدت شركة هيرست التي تقع في مدينة نيويورك شركة سين7 بجولتين من التمويل: الأولي ب30 مليون في 1999، والثانية ب15 مليون دولار في 2001.

وبعد العمل لسنوات عديدة في حيرة أعادت جودهوم.كوم تنظيم نفسها لتصبح سين 7 التي انطلقت رسمياً في 23 يناير 2001 برأس مال 15 مليون دولار حصلت عليه من المستثمرين ومنهم شركة هيرست إنترأكتف ميديا. وركزت الشركة الجديدة علي مساعدة الشركات في إعداد إعلانات تفاعلية مع المستهلكين. والمدير التنفيذي ماك _الذي قرر فصل شركة سين 7_ أعاد التفكير في قراره بشأن إعادة تنطيم وإعادة إطلاق الشركة: «لدينا عام حافل بالنسبة [لمخطط جودهوم الأول] وسوق (B2C) أو (من الأعمال التجارية إلي المستهلك)، ثم أدركنا إننا لا نستطيع بناء عمل ناجح كبوابة[...] ولكن طوال الوقت توافد الناس إلينا لترخيص التكنولوجيا الخاصة (بإنشاء كتالوجات افتراضية)، وأخيراً ظهرت فكرة عندما أدركنا أننا لدينا تكنولوجيا عظيمة من الممكن بيعها.» وقد أثارت سين 7 سلسلة من التمويلات في 12 يونيو 2001 بلغت 11٫3 مليون دولار، مما ساعد علي استقرار الشركة. وقد تمت إدارة الاتفاق برأس المال المغامر من عدة شركات منها: المدير المالي لشركة موور «لويس بيكون»، و «إكسيليري» من جزر كايمان، وإستثمارات نقدية من شركتا المحاماة «كولي جادوورد» و«بيركنز كوا». وخطط ماك _بعد السلسلة الأخيرة من التمويل_ لسين 7 أن يكون لديها 15 عميل وسرعة حرق للسيولة النقدية أو تدفق نقدي سلبي أقل من 700000 دولار في الشهر مفيداً بأن «لقد تعلمنا أن نلتزم بإستراتيجيتنا وأن لا نتوتر عندما تتبني الشركات المنافسة إستراتيجية لتمهيد طريقهم إلي النصر.» وفي ذلك الوقت، كانت عائدات الشركة أقل من قمتها وهي مليون دولار في الشهر، ولكن ماك عزم علي زيادة العائدات فوق هذة النقطة في خلال أشهر.
وانتقلت سين 7 من سان رافاييل إلي أراضي هاملتون بنوفاتو في كاليفورنيا في عام 2002 لاستيعاب المزيد من الموظفين. وفي 9 يوليو 2003 حصلت الشركة علي كل أصول سير العمل والبرنامج الإعلاني من شركة «إنجيج» مقابل 1٫2 مليون دولار، ثم أخذت علي عاتقها دينها البالغ 650000 دولار بعد أن تقدمت شركة «إينجيج» بإعلان الإفلاس الموجود في الفصل 11 الخاص بدستور الولايات المتحدة الأمريكية. وقد كانت «إينجيج» الشركة الأم لكلاً من شركة «كاسكيد» وشركة «ميد سيستمز»، حيث كانت الشركتان من أوائل من حاول أن يُشغل أوتوماتيكياً مرحلة ما قبل الطباعة للصحف والطابعات الكبيرة. وقد امتلكت سين 7 في 15 أغسطس 2003 أكبر منافسيها شركة «ترو سبيكترا» بسان ماتيو مقابل مبلغ وأسهم لم يتم الكشف عنهم. وجمعت سين7 7٫5 مليون دولار في جولة ثانية من التمويل في 15 يونيو 2004 بقيادة شركة «كيو في سي» للتسوق عبر المنزل، بالإضافة إلي بعض المستثمرين الحاليين لسين 7. في ذلك الوقت التحق كلاً من «جيفري برانمان»_وهو رئيس قسم شراكة التكنولوجيا التفاعلية بشركة كيو في سي_ و«ديفيد روبنشتاين»_ وهو أحد مؤسسي شركة السهم الخاص التابعة لمجموعة كارلايل_ بمجلس إدارة شركة سين 7 الذي كان يتكون من«جيمس كاكافو»من شركة موور كابيتال و«أندرو رايت» من شركة رييل نيتوركز و«ماك».
وقد زاد نمو الشركة منذ الألفينيات بزيادة إتصال برودباند بالإنترنت، الذي يحمل الكتالوجات الافتراضية أسرع من الاتصال بالطلب الهاتفي. حيث انه عند ظهور الكتالوجات أول مرة عبر الإنترنت كانت تستغرق الصور وقتاً كبيراً للتحميل. وبعدما انتشر اتصال الإنترنت ذو السرعة العالية أصبحت الكتالوجات الافتراضية ملمح معروف للمحلات عبر الإنترنت. وقد لاحظت دراسة في عام 2000 أنه بالإضافة إلي اتصال أسرع بالإنترنت، أن وجود "brick and mortar businesses" (وهو مصطلح يشير إلي الشركات التي تمتلك الكثير من المباني والأفرع) عبر الإنترنت زاد من المبيعات دون الاتصال بنسبة 27٪. كما أشار ماك أن نشر معلومات عن المنتجات يلعب دوراً في زيادة المبيعات: «لدينا المقدرة علي الإمداد بمعلومات متسقة... وأحد ميزات بيع المفروشات عبر الإنترنت هو الهايبر سكريبت؛ حيث يكون لديك المواصفات الأصلية للمنتجات.»

## نقل ملكية سين 7

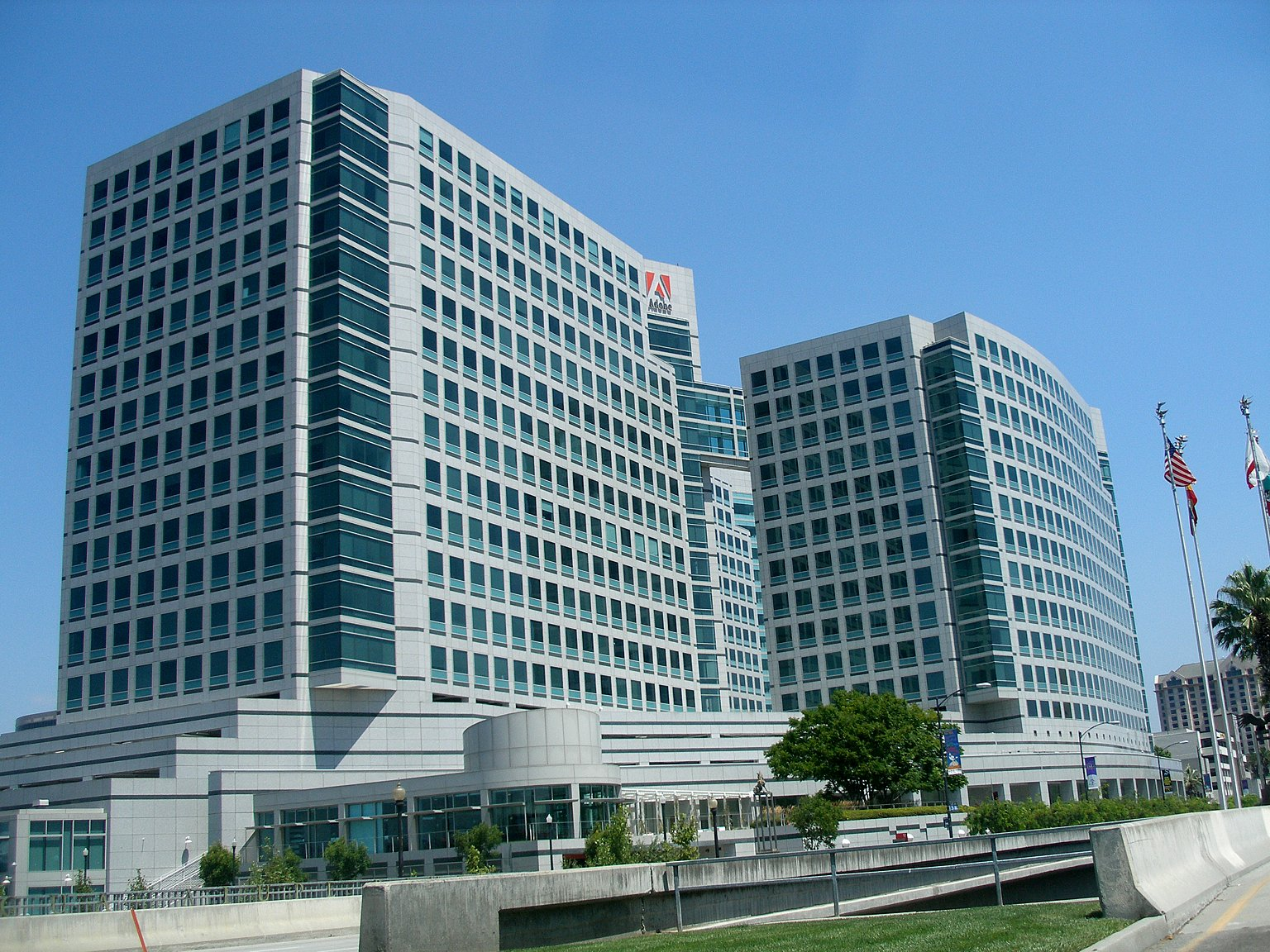
أدوبي سيستمز ومقرها في سان جوس بكاليفورنيا، حصلت علي سين 7 لتعزز من إستراتيجية كل خدماتها.

امتلكت أدوبي سيستمز سين 7 في 31 مايو 2007 بمبلغ لم يتم الكشف عنه. في ذلك الوقت كان يعمل بسين 7 ثمانون (80) موظفاً، وتم نقل معظمهم من المقر الرئيسي بنوفاتو في كاليفورنيا إلي مكاتب أدوبي بسان فرانسيسكو في كاليفورنيا. بينما التحق ماك بأدوبي كنائب رئيس لخدمات الحلول الإبداعية. وتمت إضافة سين 7 لخط الإنتاج الخاص بأدوبي كخدمة مستضافة تعزز من إستراتيجية أدوبي لكل خدماتها، وخاصة مجهودات برمجيات سين 7 كخدمة،  وكذلك لأن سين 7 كانت أكثر ملائمة عن غيرها لإستخدامها منتجات أدوبي بكثرة.
وتخطط أدوبي لدمج منتجات سين 7 مع «أدوبي لايف سايكل» وهو مجموعة من منتجات سوفت وير سيرفر خاص بأدوبي في ميعاد لم يحدد بعد. وسوف تستمر أدوبي باستخدام ماركة سين 7، ولكن سوف «يتم استبدالها بماركة أدوبي عاجلاً أم أجلاً». وقد امتلكت أدوبي في 26 سبتمبر 2008 شركة «ياواه» ومقرها في الدانمارك _وهي شركة برامج تصوير ديناميكي_ حتي تساعد في توسيع سين 7 عالمياً.

## وصلات خارجية
- الموقع الإلكتروني